# ZNC
ZNC是一個IRC Bounce。用戶客户端會先連上ZNC，然後再連上IRC服务器。ZNC支持傳輸層安全性協定以及IPv6。開發ZNC時所用到的編程語言是C++，該軟件用到的許可證是Apache-2.0。ZNC的歷史可以追溯至2004年7月，而且此後ZNC一直有人維護和開發。自2012年以来，ZNC就已集成至IRC客户端中。